# Gwacheon-dong
Gwacheon-dong (koreanska: 과천동) är en stadsdel i staden Gwacheon i provinsen Gyeonggi i den nordvästra delen av Sydkorea, strax söder om huvudstaden Seoul.